# Молодіжна збірна Казахстану з хокею із шайбою
Молодіжна збірна Казахстану з хокею із шайбою  — національна молодіжна збірна Казахстану, складена з гравців віком не більше 20 років. Команда перебуває під опікою Казахстанської федерації хокею із шайбою. На найвищому рівні збірна виступала на молодіжних чемпіонатах світу 9 разів (1998, 1999, 2000, 2001, 2008, 2009, 2019, 2020 та 2025).

## Історія
Вперше Казахстан виступив на найвищому рівні на чемпіонаті світу 1998 року у Гельсінкі, Фінляндія, казахи перемогли словаків 5:2 та вийшли до чвертьфіналу, де поступились майбутнім чемпіонам фінам 1:14. 
На чемпіонаті світу 1999 року казахи також виходять до чвертьфіналу, де поступились срібним призерам канадцям 12:2. У підсумку фінішували 8-ми та уникнули вильоту. у складі збірної брав участь гравець «Торонто Мейпл-Ліфс» Микола Антропов.
На наступному чемпіонаті світу казахи вже без Антропова здобули єдину перемогу над збірної України 5:2, а у чвертьфіналі поступились чехам 3:6.
Чотирирічне перебування у вищому дивізіоні завершилось у 2001 році, коли казахи програли у втішному раунді збірній Білорусі за сумою двох матчів 2:5 та 5:5.
В наступних шести сезонах молодіжна збірна Казахстану провела у першому дивізіоні. У 2007 році Казахстан здобув підвищення у класі в італійському містечку Торре-Пелліче перемігши норвежців 3:2.
Чемпіонт світу 2008 року у Пардубіце казахи провели досить успішно. В матчі проти одного із фаворитів збірної Росії навіть вели у рахунку 2:0, але зрештою програли 4:5. Також програли США 2:4. Перемоги здобули у матчі зі Швейцарією 3:1 та над данцями 6:3, посівши у підсумку 8-е місце.
Наступний чемпіонат у Оттаві став останнім у Топ-дивізіоні. На попередньому етапі у групі «А» казахи програли усі чотири матчі та потрапили до втішного раунду, де також програли усі матчі і вибули до першого дивізіону.
За підсумками чемпіонату світу 2015 року стали переможцями у групі «В» першого дивізіону та перейшли до групи «А» того ж дивізіону.

## Результати на чемпіонатах світу
- 1993 – Кваліфікація (Група «С»)
- 1994 – Кваліфікація (Група «С»)
- 1995 – Кваліфікація (Група «С»)
- 1996 – Закінчили на 1-му місці (Група «С»)
- 1997 – Закінчили на 1-му місці (Група «В»)
- 1998 – Закінчили на 7-му місці
- 1999 – Закінчили на 6-му місці
- 2000 – Закінчили на 8-му місці
- 2001 – Закінчили на 10-му місці
- 2002 – Закінчили на 5-му місці (Дивізіон І)
- 2003 – Закінчили на 3-му місці (Дивізіон І Група «А»)
- 2004 – Закінчили на 5-му місці (Дивізіон І Група «А»)
- 2005 – Закінчили на 2-му місці (Дивізіон І Група «А»)
- 2006 – Закінчили на 2-му місці (Дивізіон І Група «В»)
- 2007 – Закінчили на 1-му місці (Дивізіон І Група «В»)
- 2008 – Закінчили на 8-му місці
- 2009 – Закінчили на 10-му місці
- 2010 – Закінчили на 4-му місці (Дивізіон І Група «В»)
- 2011 – Закінчили на 5-му місці (Дивізіон І Група «В»)
- 2012 – Закінчили на 2-му місці (Дивізіон І Група «В»)
- 2013 – Закінчили на 2-му місці (Дивізіон І Група «В»)
- 2014 – Закінчили на 2-му місці (Дивізіон І Група «В»)
- 2015 – Закінчили на 1-му місці (Дивізіон І Група «В»)
- 2016 – Закінчили на 3-му місці (Дивізіон І Група «А»)
- 2017 – Закінчили на 4-му місці (Дивізіон І Група «А)
- 2018 – Закінчили на 1-му місці (Дивізіон І Група «A»)
- 2019 – Закінчили на 9-му місці
- 2020 – Закінчили на 10-му місці
- 2021 – Турніри дивізіонів I, II та III скасовано через пандемію COVID 19.
- 2022 – Закінчили на 4-му місці (Дивізіон І Група «А»)
- 2023 – Закінчили на 2-му місці (Дивізіон І Група «А»)
- 2024 – Закінчили на 1-му місці (Дивізіон І Група «А»)
- 2025 – Закінчили на 10-му місці